# Justizvollzugsanstalt Darmstadt
Die Justizvollzugsanstalt Darmstadt in Darmstadt ist die größte Strafanstalt in Südhessen. Sie dient dem Vollzug von Freiheitsstrafen bis zu zwei Jahren für erwachsene Männer. Die Strafanstalt ist auch als Fritz-Bauer-Haus bekannt und trägt damit den Namen des ehemaligen Generalstaatswalts von Hessen, Fritz Bauer (1903–1968). Übergeordnete Behörde ist das Justizministerium  des Landes Hessen.

## Geschichte
Die Geschichte des Strafvollzugs in Darmstadt als Hauptstadt eines selbstständigen Territoriums hat eine lange Tradition. Ursprünglich waren der Runde Turm und der Weiße Turm, beides Teile der mittelalterlichen Stadtbefestigung, als Gefängnisse eingerichtet. 1721 wurde der Hofarchitekt des Landgrafen von Hessen-Darmstadt Louis Remy de la Fosse (1659–1726) beauftragt, das Gefängnis im Runden Turm durch einen zweistöckigen Anbau zu erweitern. Im Jahre 1832 wurden der Stadtturm und das Gefängnis abgerissen, da die Anlagen nicht mehr den angestrebten baulichen, sicherheitstechnischen und sanitären Verhältnissen entsprachen.
Ein unter Oberbaudirektor Georg Moller (1784–1852) von Franz Heger in den Jahren 1832 bis 1834 neu errichtetes Landgerichtsgefängnis, das in der Folgezeit u. a. um ein Frauengefängnis erweitert wurde, ersetzte die alten Gebäude. Unmittelbar nach Eröffnung des Arresthauses wurden die politischen Gefangenen des Großherzogtums, die Teilnehmer des Frankfurter Wachensturms und die „Landboten“-Revolutionäre der Jahre 1833/34, in das neue Haus verlegt und neu Verhaftete hier eingesperrt. Der Pfarrer Friedrich Ludwig Weidig, ein Mitstreiter Georg Büchners, nahm sich in der Darmstädter Haft 1837 das Leben.
1939 wurde das Darmstädter Gestapo-Gefängnis von der Riedeselstraße in den Nordtrakt des Landgerichtsgefängnisses Rundeturmstraße verlegt. Dort wurden zahlreiche Gegner des Naziregimes eingeliefert, gefoltert und hingerichtet. Nach Beginn des Zweiten Weltkrieges wurden auch Ausländer aus 34 Nationen untergebracht, die in den Darmstädter Firmen als Zwangsarbeiter beschäftigt waren und denen Straftaten vorgeworfen wurden. Die größte Gruppe stellten Inhaftierte aus Polen (716 Personen) und der Sowjetunion (437 Personen). Aus Frankreich stammten 147 Personen.

## Gegenwart
Mitte der 1960er Jahre begann die Planung für eine neue Justizvollzugsanstalt in Darmstadt, die das Justizministerium in Auftrag gab. Fritz Bauer setzte sich für ein innerstädtisches Gefängnishochhaus nach dem Vorbild eines neunstöckigen Gefängnisses im New Yorker Stadtteil Brooklyn ein, konnte sich aber mit seinen Vorstellungen nicht durchsetzen. Stattdessen wurde die neue JVA Darmstadt „als moderne Musteranstalt“ außerhalb der Stadt im Westwald, im Stadtteil Darmstadt-Eberstadt, unweit des Pfungstädter Galgens, errichtet und 1969 eingeweiht. Die alte Anstalt wurde 1970 abgerissen und ist heute Standort eines Fraunhofer-Instituts und von Gebäuden der TU Darmstadt. Eine historische Mauer erinnert noch an das alte Gefängnis.
Die Justizvollzugsanstalt Darmstadt ist auch einer breiteren Öffentlichkeit bekannt, weil hier seit 2007 auf einer Runde innerhalb des Anstaltsgeländes ein Marathonwettbewerb ausgetragen wird.
2018 wurde neben der JVA Darmstadt die Abschiebungshafteinrichtung Darmstadt-Eberstadt eröffnet.